# Danger Danger
Danger Danger är ett amerikanskt pudelrockband bildat 1987 i Queens, New York.
Sångaren Ted Poley blev sparkad av bandet några år senare och sångaren Paul Laine tog över micken. Ted Poley är nu tillbaka.
Några av gruppens mest kända låtar är "Bang Bang", "Rock America", "Under the Gun" och "I Still Think About You".

## Medlemmar
Nuvarande medlemmar
- Bruno Ravel – basgitarr, gitarr, keyboard, bakgrundssång (1987– )
- Steve West – trummor, slagverk, bakgrundssång (1987– )
- Ted Poley – sång (1987–1993, 2004– )
- Rob Marcello – sologitarr, bakgrundssång (2003– )

Tidigare medlemmar
- Kasey Smith – keyboard, piano, bakgrundssång (1987–1992, 1997–2000, 2014)
- Al Pitrelli – sologitarr, bakgrundssång (1987–1988)
- Mike Pont – sång (1987)
- Tony "Bruno" Rey – sologitarr (1989, 1998, 2000)
- Andy Timmons – sologitarr, bakgrundssång (1989–1993, 1997–2003, 2014)
- Paul Laine – sång, keyboard, rytmgitarr (1993–2004)

## Diskografi
Studioalbum
- 1989 – Danger Danger
- 1991 – Screw It!
- 1995 – Dawn
- 1998 – Four the Hard Way
- 2000 – The Return of the Great Gildersleeves
- 2001 – Cockroach
- 2009 – Revolve

Livealbum
- 1990 – Down and Dirty Live (EP)
- 2005 – Live and Nude

Samlingsalbum
- 2003 – Rare Cuts

Singlar
- 1989 – "Bang Bang"
- 1989 – "Naughty Naughty"
- 1992 – "Monkey Business"
- 1992 – "I Still Think About You"
- 1992 – "Comin' Home"